# Mein Traum oder Die Einsamkeit ist nie allein
Mein Traum oder Die Einsamkeit ist nie allein ist ein deutscher Experimentalfilm und Independentfilm von Roland Reber mit Elementen aus Drama und Komödie aus dem Jahr 2008. Die Hauptrollen spielten Wolfgang Seidenberg und Mira Gittner.

## Handlung
Die namenlose Hauptfigur, der „Mann“ flieht vor den ewigen Wiederholungen seines Lebens, vor den Erwartungen seines sozialen Umfeldes, vor der aufgezwungenen Verantwortung seines normierten Lebens und vor den Zwängen und Situationen, die er selbst geschaffen hat. Nach zielloser Fahrt mit einem Taxi trifft er auf einem stillgelegten Fabrikgelände auf eine Frau, die sich „Godot“ nennt und die es sich in einem alten Wohnmobil häuslich gemacht hat. Godot verbringt ihre Zeit damit, auf einer „Trauminsel“ treibend, einem Gummiboot mit aufblasbarer Palme, die Abwasserkanäle und Müllhalden der Stadt nach Zeichen menschlicher Existenz zu durchforschen. Ihr gegenüber erklärt sich der Mann.
Gemeinsam mit Godot versucht der „Mann“ die Regeln menschlichen Seins im Allgemeinen und das Zusammenseins der Geschlechter im Besonderen zu ergründen. Er versucht das Ziel für seine bislang planlose Flucht vor sich selbst und zu sich selbst zu finden. In einer gemeinsamen Wanderung durch die Nacht und Diskussion mit Godot kehrt der „Mann“ sein Innerstes nach außen und lässt sein Leben Revue passieren. Dabei tauchen die Schlüsselfiguren seines Lebens auf: Seine Frau, die ihm nur Vorwürfe macht, seine sich beklagende Geliebte, seine Mutter, die ihn mit jammernden Vorhaltungen verfolgt, sein verstorbener Vater dessen Beerdigung er nicht beigewohnt hat, sein altdeutschen Gesinnungen nachhängender Großvater und sein platte Witze erzählender, auf den ersten Blick zur Oberflächlichkeit tendierender Freund.
Die Fantasieszenen erscheinen als Fragmente aus dem Formate-Portfolio der Massenmedien, zwischen denen hin- und hergezappt wird: Der Freund „fliegt“ durch die virtuelle Realität eines Computerspiel. Stummfilm, Werbespots und Bildungsfernsehen geben ein Gastspiel. In einer Märchenszene begegnen sich Rotkäppchen und der böse Wolf. Aus einer Mülltonne heraus gibt ein fanatisch-hysterisch „geil, geil geil“ keifender, abstoßender Adolf Hitler dümmliche Judenwitze zum Besten. Und in der fiktiven Fernsehtalkshow Nur die Einsamkeit zählt tritt ein grotesker und zynischer Talkmaster auf, um die Figuren durch die Show des Lebens zu führen. Die Konflikte der Personen lassen dem Mann nur einen Ausweg – die tiefgreifende und rückhaltlose Hinterfragung und Auseinandersetzung mit sich selbst und die ernsthafte Suche nach Sinn und Orientierung.

## Hintergrund
Die Dreharbeiten zum Film fanden im Frühsommer 2007 statt und wurden in 24 Drehtagen abgeschlossen. Gedreht wurde in Landsberg am Lech an Originalschauplätzen wie Industriebrachen und Kanalisationsanlagen, in Kaufbeuren, in Augsburg und in München. Im Gegensatz zur sonst üblichen Arbeitsweise des Regisseurs wurde wegen knappen Zeitbudgets mit einem Drehbuch gearbeitet. Es basiert auf einem Theaterstück des Regisseurs aus den 1980er Jahren.
Der Film wurde ohne staatliche Filmförderung und ohne Finanzierung durch einen privaten Filmfonds produziert und hatte am 8. März 2008 auf dem internationalen Filmfestival Fantasporto in Porto, Portugal, Internationale Premiere. Im Oktober 2008 nahm der Film im Wettbewerb „Neue Visionen“ am Sitges Festival Internacional de Cinema de Catalunya in Sitges, Spanien teil.

## Kritiken
„Konstruiert und blutleer.“

„Reber Filme sind psychoanalytische und gesellschaftskritische Kunstreißer, poetisch und prätentiös, verspielt und ironisch, auch das Risiko der Peinlichkeit eingehend…Zweifellos, diese unglaubliche living cinema, zumindest die Idee dieser mutigen und persönlichen Filme, fügt dem deutschen Kino eine verblüffende Facette hinzu.“

„Leider versandet das edle Unterfangen, einen Gegenentwurf zum Flachsinn der multimedialen Unterhaltungskultur zu liefern, in bedeutungsschweren Dialogen wie ‚Worte sind gestorbene Gefühle‘. Man zitiert ambitioniert Beckett oder Brecht und parodiert Hitler, aber es gibt kein einziges Kinobild. In dieser ‚Dramödie‘ ist wenig komisch und dramatisch nur das Missverständnis, abgefilmtes Theater würde einen Film ergeben.“

„Was abseits der staatlich kontrollierten Filmförderung sprießt, muss nicht immer nur rabiater Amateur-Splatter, sondern kann auch eine bizarre Wundertüte sein.“

„Eine kreative Exkursion in die Abgründe der Seele.“